# Domenico Nocca
Domenico Nocca ( * 1758 – 1841) fue un abate y botánico italiano. Fue director del Jardín botánico de Mantua hasta 1797. Y prefecto del Jardín botánico de la Universidad de Pavía, como suplente temporal en 1778 y efectivo de 1797 a 1826.
Durante el período de la dirección de Domenico Nocca se llegó a cultivar en el jardín cerca de 20.000 especies de plantas. Así, constituyó una densa red de intercambios de semillas y de plantas con otros botánicos de la época, en gran medida al enriquecimiento de las colecciones, y decidió rehacer algunos invernaderos instalados por su antecesor Giovanni A. Scopoli.
También aumentó el número de estructuras para el cultivo de plantas por "pulvillo", todavía presentes en el jardín.
En 1802 se le confió la cátedra del Departamento de Botánica de la recién creada después de la reorganización napoleónica de las enseñanzas.
Después de haber decidido censar la flora del territorio de la ciudad de Pavia, obtuvo la cooperación de Giovanni B. Balbis para ayudarlo en la obra de clasificación. El resultado del trabajo conjunto se publicó bajo el título de Flora Ticinensis, en dos volúmenes, uno de 1816, y el otro de 1821.

## Obra
- Ticinensis Horti Academici Plantae selectae, (1800)
- Elementi di botanica (Pavia, 1805)
- Flora Ticinensis, seu enumeratio plantarum quas in peregrinationibus multiplicibus plures per annos solertissime in Papiensi agro peractis observarunt et colligerunt Dominicus Nocca et Joannes Baptista Balbis publici rei herbariae professores. I° volume pubblicato nel 1816, II° volume pubblicato nel 1821. Fornisce anche un primo censimento della flora micologica lombarda con 213 especies de fungi.
- Historia atque Iconographia Horti Botanici Ticinensis, (1818).
- La abreviatura «Nocca» se emplea para indicar a Domenico Nocca como autoridad en la descripción y clasificación científica de los vegetales.[1]